# Sully (Iowa)
Sully – miasto w Stanach Zjednoczonych, w stanie Iowa, w hrabstwieJasper. W 2000 roku liczyło 904 mieszkańców.